# ろくちゃん
"ろくちゃん"は、長野県にあるJNN系列の放送局信越放送(SBC)のマスコットキャラクター。キャッチフレーズは、「ろくちゃんだホゥ〜。SBC」。声は照英が担当。

## 概要
信越放送は1952年3月25日にAMラジオ局・信濃放送として放送開始しているが放送開始以来正式なマスコットキャラクターを設けないまま歴史を重ねていた。しかし開局以来長らく本社・演奏所を構えていた長野市吉田から市内中心部問御所町のTOiGOに移転するのに合わせて初めて正式なマスコットキャラクターを設ける事を決め、公募した結果長野県に生息しているふくろうをモチーフにしたマスコットキャラクター、「ろくちゃん」が採用される事となったのである。正式に採用されたのは本社移転登記が完了した2006年9月4日である。
ちなみに名前は信越放送に割り当てられたリモコンキーIDの6に由来する。

## プロフィール
- 名前：ろくちゃん
- 住まい：長野県内のとある森の大きな木の家に住んでいたが、TOiGOが気に入ったので以来そこに居を構えている。
- 性格：陽気、やさしい、人懐っこい、淋しがりや
- 好きな事：子供と遊ぶ事、歌う事、踊る事

## 特徴
- 頭についている葉っぱで感情を表現できる。
- 木の葉のサーフィンが得意。
- サッカーが大好き。
- どこでも立って寝ることが出来る。
- 言葉の語尾に「ホゥ〜」とつけて喋っている。

## 着ぐるみについて
- ろくちゃんの誕生当初から着ぐるみが登場している。バルーンロボットタイプの着ぐるみであるため細部まで再現可能である。
- 着ぐるみは、SBCが毎年行うイベント「大人の文化祭」(毎年7月のある土・日の2日連続で、長野市のエムウェーブで開催)、「SBC楽市楽座」(毎年10月のある土・日の2日連続で、松本市のやまびこドームにて開催)には必ずお目見えしているだけでなく、SBCが主催・共催・後援する様々なイベント等に於いても時々出ている。
- 現在、同局では着ぐるみを2体保有しており、その内1体は、イベント等にて使用されていない限り、SBC本社ロビーの大画面テレビモニターの下に実物が展示されている。
- 以前は、自局の生番組『信州まるごとワイド。キャッチ!』にレギュラー出演していた。受け持ちコーナーは『TOiGOライブ』。[1]
- また、自局が民間放送教育協会加盟局としてのキャンペーン企画『大豆100粒運動』に関するテレビ企画・CMに『まめまめ大使』として広報活動中である。

## 備考
- 制定される以前「ネイチャ隊」というマスコットキャラクターが制定されていて吉田本社時代は事実上の正式マスコットとなっていた。

## 他局（在長局）のキャラクター
- 長野放送：ベスト犬 ハチポ
- テレビ信州：マイチャン。
- 長野朝日放送：りんご丸